# 容国团
容国团（1937年8月10日—1968年6月20日），生于英屬香港，原籍中國廣東省中山縣南屏乡（今珠海市南屏镇），男子乒乓球运动员，為中華人民共和國成立以來首位運動項目世界冠軍，他所研究出來的快速抽擊，打破了當時主導歐洲和日本的花巧式打球方法。文化大革命期间遭到红卫兵造反派批鬥，自杀身亡。

## 生平
1937年8月10日，容国团出生于香港的贫下阶层家庭，住在筲箕灣山上的木屋區（位置為今耀東邨），與國際著名經濟學家張五常為兒時好友，他凭借自创的“直拍四法门”，成为“街头球王”。
1952年（15歲）代表香港工會聯合會乒乓球隊參加比賽。1954年，17岁的容国团在香港乒乓球埠標賽获得冠军，更在1956年战胜同年23届世乒赛男單冠军得主日本名将荻村伊智朗，一战成名。
1957年11月容国团前往中华人民共和国（20歲），进广州体育学院学习。由于政治环境，当时中国的体育项目得不到西方支持，运动员的体育成绩不被认可。面对此种国际环境，容国团在广州体委一次大会上，立下“三年夺取世界冠军”的誓言，引起轰动。1958年被选入广东省乒乓球队，同年参加，获男子单打冠军。随后被选为国家集训队队员。
1959年4月在西德多特蒙德第二十五届世界乒乓球锦标赛上，容国团的“小球路”以3：1战胜匈牙利名将悉多，为中华人民共和国夺得了第一个乒乓球男子单打世界冠军，也是中华人民共和国第一个世界冠军获得者。比赛结束后，中华人民共和国副总理贺龙亲自到机场接机、献花。他亦受到毛泽东、周恩来多次接见。有外国政要来访，容国团更是被邀为座上宾。外形俊朗的容国团迅速成为中國年轻人的偶像，信件堆满了乒乓球队的传达室，不乏女青年的求爱信，球队也专门为此设立看信班。
1961年在北京舉行第二十六屆世界乒乓球錦標賽上，他為中國隊第一次奪得男子團體冠軍做出了重要貢獻，並奠定了幾十年來中國在乒乓球壇地位。但由於容國團來自香港，遭受政治迫害，迅速被其他人取代，取而代之的是莊則棟。
1964年后他担任中国乒乓球女队教练，此后，中国女队在第二十八届世界乒乓球锦标赛上，获得了女子团体冠军。
文化大革命期間，賀龍遭受批鬥，被红卫兵造反派轉移矛盾指為賀龍派系的人，也同遭迫害。容國團因写申请参加比赛遭造反派批鬥为修正主义，曾被「體委紅旗」及「清中紅衛兵」等等造反派揪鬥、侮辱和毒打。1968年6月20日清晨，容国团上吊自杀，身后被指因反革命畏罪自杀，但最终未被定性。容国团没有葬礼，火化费也是由其家人和他一部分的工资承担的。同样来自香港的傅其芳和姜永宁也以同样的方式自杀。1978年，中華人民共和國體育運動委員會为容国团恢复名誉，并补开了追悼会。

## 人际关係
容国团与香港知名经济学学家張五常识于微时，张五常曾发表多篇文章谈及其与容国团的关係。
张五常于其一篇文章提及，他与容国团在1951年认识，初次见面时，容国团仍是个乒乓球初学者，但张五常被他的拍球声吸引着，当时较熟悉乒乓球的张五常见其天份，即教授容国团乒乓球基本技巧，张说容国团称其为师傅。据张五常着，容国团于儿时有三样强项运动，其包括：乒乓球、打康乐棋以及踢毽子。随时间增长，张五常察觉到其与容国团的乒乓球实战水平相差太远，但于理论方面，张五常与容国团一起研究出四个乒乓球持直板的基本打法，包括：发球、推发球、左推、右扫，而他俩亦同意，若乒乓球继续发展，持横板的打法定会胜过持直板的打法。
张五常在其文章忆容国团中，谈及他与容国团在1957年分道扬镳，容国团于此年年初获得了香港乒乓球单打冠军，兼且于同年击败了荻村伊智朗，但由于其政治立场而被受歧视，据张称，即使当时容国团战胜了荻村伊智朗，但也没有记者採访；在同年，容国团并没有被选为香港队代表之一，以参加于马尼拉举行的亚洲乒乓球比赛，于是张五常和一些朋友便建议容国团应回去中国大陆，尝试进入国家队，以展其天份；另外，张五常亦提及到，在其离港前，他曾到访容国团的工会，发现该工会的空间正正适合容国团练习乒乓球，并声称上文中持直板的四个基本打法是出自于在这工会内的训练。得悉容国团死讯后，张五常深深明白到文化大革命的恐怖；张在参观容国团的铜像后，对其铭文不满，并称若由他负责，铭文将会是「容国团是广东珠海人，生于一九三七年八月十日。一九五九年四月五日，他获得世界乒乓球赛的男子单打冠军，也就是中国在任何体育上的第一个世界冠军。他对乒乓球技全面革新，训练出一九六五年世界冠军的女子队。在此后一代的世界乒乓球坛上，中国战绩彪炳，所向披靡。一九六八年六月二十日晚上，容国团在文化大革命不堪造反派組織的迫害，自杀身亡」。

## 荣誉
- 1958年获“国家运动健将”称号。
- 1959年、1961年两次获国家体委颁发的体育运动荣誉奖章。
- 1984年被评为中华人民共和国成立三十五年来杰出运动员之一。
- 2009年被評選為100位1949年以來感動中國人物。